# Owen Tudor

Owen Tudors Wappen

Owain ap Maredudd ap Tudur (in die englische Geschichte unter dem anglizierten Namen Owen Tudor eingegangen, * ca. 1400; † 2. oder 3. Februar 1461 (hingerichtet) in Hereford während der englischen Rosenkriege) war der Stammvater des Hauses Tudor.
Er war ein walisischer Soldat und Höfling, der heimlich Catherine de Valois, die Witwe des englischen Königs Heinrich V., heiratete und damit eine entscheidende Rolle bei der Gründung der Tudor-Dynastie hatte. Als er seinen Namen ins Englische übertrug, wählte er als Nachnamen den Vornamen seines Großvaters.

## Affäre und Heirat
Tudors Vorleben ist sehr ungesichert. Sein Vater Maredudd ap Tudur unterstützte die walisische Rebellion von Owain Glyndŵr. Wahrscheinlich kam Tudor bereits früh mit seinem Vater als Knappe an den Hof Heinrichs V. und kämpfte in der Schlacht von Azincourt für ihn. Nach Heinrichs Heirat mit der französischen Prinzessin Catherine de Valois trat Tudor in deren Dienst und blieb dort auch, nachdem ihr Gemahl 1422 starb. Catherine lebte bis 1430 im Haushalt ihres Sohnes Heinrich VI. Nach ihrem Auszug heiratete die Königinwitwe Owen Tudor im Geheimen. Um die Heirat offiziell zu machen, hätte sie die Genehmigung ihres Sohnes benötigt, der zu dieser Zeit aber noch nicht volljährig war. Erst mit ihrem Tod 1437 wurde die Heirat bekannt. Owen Tudor wurde im Newgate-Gefängnis inhaftiert, konnte von dort aber aus bis heute ungeklärten Umständen fliehen. Seine und Catherines Söhne dagegen bevorzugte Heinrich VI. sehr, verlieh ihnen Adelstitel und verheiratete sie mit reichen Erbinnen.

## Rolle im Rosenkrieg
Owen war 1461 an den Rosenkriegen beteiligt. Er war Heerführer des Hauses Lancaster in der Schlacht von Mortimer’s Cross, die am 2. oder 3. Februar 1461 stattfand. Sein Gegner auf Seite des Hauses York, Edward, Earl of March, der spätere König Eduard IV., siegte und ließ Owen kurz nach der Schlacht in Hereford enthaupten.

## Nachkommen
Mit Catherine de Valois hatte Owen zumindest sechs Kinder:
- Thomas Tudor (1429–1501/02), Mönch der Benediktinerabtei zu Westminster.
- Edmund Tudor, 1. Earl of Richmond (1430–1456), Ehemann von Margaret Beaufort, Vater des späteren ersten englischen Tudor-Königs Heinrich VII.
- Jasper Tudor, 1. Duke of Bedford (1431–1495), Ehemann von Katherine Woodville, Tochter von Richard Woodville, 1. Earl Rivers, und Jacquetta von Luxemburg.
- Owen Tudor (1432–1510), Mönch der Benediktinerabtei zu Westminster
- Jacina (vielleicht auch Jacinta oder Mary) Tudor (1433?–1469), Ehefrau von Thomas Gray; sie hatten eine Tochter Jane Gray.
- eine weitere Tochter (geboren um 1435), die Nonne wurde.
- Catherine (vielleicht auch Margaret) Tudor (geboren 1437), früh gestorben.

Nach Catherines Tod hatte er mindestens einen unehelichen Sohn:
- David Owen (1459–1535). Dieser war in erster Ehe mit Mary de Bohun verheiratet, Tochter von Sir John de Bohun von Midhurst und Anne Arden, mit der er vier Kinder hatte. Die zweite Ehe ging er mit Anne Blount ein, Tochter von William Blount und Margaret Etchingham. Seine dritte Ehefrau war Anne Devereux.

## Vorfahren
Ednyfed Fychan ⚭ Gwenllian, † 1236, Tochter des Rhys, genannt The Lord Rhys, Regent von Deheubarth (Südwales) (Haus Gwynedd)
Gronw
Tudor Hen † 1311
Gronw ap Tewdwr (Tudor) † 1331
Sir Tudor Vychan (Fychan) of Penmynydd (Anglesey) † 1367 ⚭ Margaret, Tochter des Thomas ap Llywelyn (Haus Gwynedd)
Maredudd ap Tewdwr (Tudor) ⚭ Margaret, Tochter des David Vychan
Owen Tudor † 1461 ⚭ Katharina von Valois (* 1401 † 1437), Tochter des Königs Karl VI. von Frankreich, Witwe von König Heinrich V. von England